# Jerzy Sepioł
Jerzy Stefan Sepioł (ur. 11 kwietnia 1947 w Ścinawie) – polski fizykochemik zajmujący się zagadnieniami spektroskopowymi, profesor nauk chemicznych.

## Aktywność zawodowa
Pracuje w Instytucie Chemii Fizycznej PAN.
Do 2019 opublikował ok. 70 artykułów naukowych. 
Wypromował 3 doktorów.
Odbył kilka staży zagranicznych, między innymi w Szwajcarii (ETH Zurych) i Francji (CNRS w Orsay).
Część jego publikacji powstała we współpracy z prof. Ursem Wildem oraz dr. inż. Janem Jasnym.

## Wyróżnienia
Wyróżniony Nagrodą Wydziału Nauk Matematycznych, Fizycznych i Chemicznych PAN (1991).

## Zakres badań
Główne obszary prowadzonych przez niego badań to:
- fototautometria w fazie skondensowanej
- fototautometria i tunelowanie w naddźwiękowych wiązkach molekularnych
- fluorescencja
- określanie orientacji pojedynczych molekuł.

## Wybrane publikacje
J. Sepioł, Role of Substituents in Excited State Intramolecular Proton Transfer (ESIPT) Processes, „Polish Journal of Chemistry” (Vol. 83, nr 10), 2009, s. 1671–1692, ISSN 0137-5083 [dostęp 2022-01-26] (ang.).